# Vulkanisme
 Ikke at forveksle med plutonisme.
Vulkanisme er en videnskabelig betegnelse for udbrud af smeltede sten (magma) på overfladen af Jorden eller en planet eller måne med fast overflade, hvor lava, pyroklastiske bjergarter og vulkanske gasser går i udbrud gennem et hul i overfladen.